# نقولا زيادة
نقولا زيادة (2 ديسمبر 1907 - 27 يوليو 2006)، مؤرخ ومؤلف فلسطيني الأصل لبناني الجنسية من مواليد سوريا. توفي في بيروت عن عمر ناهز 99 عامًا.

## نشأته
ولد نقولا زيادة في حي باب مصلّى أحد أحياء منطقة الميدان في دمشق، من أبوين فلسطينيين من الناصرة، وكان والده موظفًا في قسم الهندسة في الإدارة العامة لسكة حديد الحجاز التي كان مركزها دمشق. عند بداية الحرب العالمية الأولى، وكان عمره آنذاك 8 سنوات، تم تجنيد والده للقتال مع الجيش العثماني، وأثناء مكوث والده في أحد مراكز تجميع الجنود في انتظار إرسالهم إلى جبهات القتال تعرض والده للمرض ومات قبل أن يذهب إلى جبهة القتال.
بعد وفاة والده عادت أسرته إلى الناصرة عام 1917 حيث يقطن خاله الذي تعهدهم بالرعاية. وما لبث أن قُتل خاله في انفجار قنبلة ألقتها طائرة بريطانية فاضطرت أمه للبحث عن العمل لإعالة العائلة ووجدت عملًا في جنين فانتقلت الأسرة للعيش هناك. لم يلتحق نقولا بأي مدرسة في جنين سنتين لانعدامها هناك إذ استولى الجيش الألماني على المدرسة الوحيدة في البلدة لكنه عوّض عن ذلك بالمطالعة والتثقيف الذاتي فقرأ العديد من الكتب التي استعارها من جاره مثل تغريبة بني هلال وسيرة سيف بن ذي يزن وألف ليلة وليلة. افتتح عام 1919 مدرسة حكومية فالتحق نقولا فيها وقبل عام 1921 في دار المعلمين الابتدائية في القدس.
تخرج نقولا من دار المعلمين بعد ثلاث سنوات فعمل لعدة أسابيع في مدرسة الناصرة (وكان عمره حينئذ 16 عامًا) انتقل بعدها ليعمل مدرسًا في ترشيحا (قضاء عكا) وعمل هناك سنة واحدة التحق بعدها للعمل في مدرسة في عكا عام 1925 ورغم ميله لتعليم الرياضيات كُلِّف بتعليم التاريخ والجغرافيا وكان لذلك القرار تأثير على حياته إذ أعجبه موضوع التاريخ فقرأ كتبًا في التاريخ. كما أنه تعرّف على بعض بعثات التنقيب عن الآثار الأجنبية في فلسطين التي كانت تقوم بالتنقيب في عكا وبيسان؛ وحرص على زيارة الكثير من المناطق الأثرية في فلسطين، وكان في بداية حياته يعدّ نفسه «مؤرخًا تحت التدريب»، ونشر في عام 1930 مقالًا في مجلة المقتطف عن معركة مجدو.

## نقولا زيادة الأستاذ
عام 1935 اختير لبعثة لدراسة التاريخ القديم في جامعة لندن وكان ذلك تحقيقًا لآماله. قضى ما يقرب من 4 سنوات في أوروبا، منها حوالي 6 أشهر في جامعة ميونخ بألمانيا، والتي كان يفرض نظامها على الطالب أن يتعلم لغتين أوروبيتين بخلاف الإنجليزية، فاختار تعلم الألمانية والفرنسية القديمة، واستطاع الحصول على البكالوريوس عام 1939.
عاد نقولا إلى فلسطين في صيف 1939 قبل أن تبدأ الحرب العالمية الثانية بأسابيع، وخلال السنوات الثماني التالية لعودته درّس التاريخ القديم وتاريخ العرب في الكلية العربية (القدس)، وصدر أول كتاب له عام 1943م بعنوان «روّاد الشرق العربي في العصور الوسطى»، وحاول خلال تلك السنوات أن ينقل بعضًا مما تعلمه في الغرب إلى طلابه في محاضراته وكتبه.
في عام 1947 سافر إلى جامعة لندن مرة ثانية للإعداد للدكتوراه، وكان اهتمامه قد انتقل من التاريخ الكلاسيكي إلى التاريخ الإسلامي، وفي هذه الفترة كتب عددًا من المقالات في المقتطف والثقافة وغيرهما، تتناول مناحي متعددة من تاريخ العرب. قضى نقولا في لندن عامين أعد فيهما رسالة الدكتوراه عن «سوريا في العصر المملوكي الأول» وفي سنة 1950 قدّم الرسالة ونال الدكتوراه.
وبعد احتلال فلسطين نزح نقولا إلى لبنان حيث التحق بالجامعة الأمريكية في بيروت فعيّن أستاذًا مساعدًا ثم عيّن أستاذًا عام 1958، وظل يدرس فيها حتى عام 1973. بعد بلوغه الخامسة والخمسين تقاعد من الجامعة الأميركية، وأشرف في جامعة القديس يوسف - بيروت، على رسائل الدكتوراه في التاريخ العربي، حتى العام 1992. كما أنه درّس سنتين في الجامعة الأردنية (1976 - 1978) عاد بعدهما إلى بيروت، عاملًا في الجامعة اللبنانية محاضرًا ومشرفًا.

## أعماله
المؤلفات
لنقولا زيادة أكثر من 40 كتابًا في التاريخ العربي والإسلامي وترجم العديد من كتب التاريخ من الإنكليزية إلى العربية منها كتب لأرنولد توينبي. وله ما يقارب 150 مقالًا ومحاضرة ألقاها في مؤتمرات عربية ودولية. وجمعت مؤلفاته كاملة وصدرت في 23 مجلدًا.
من كتبه:
1. العالم القديم (جزءان) - يافا 1942.
2. القومية والعروبة -  يافا 1945.[6]
3. رواد الشرق العربي في العصور الوسطى - القاهرة- 1943.[7]
4. وثبة العرب- القدس 1945.
5. صور من التاريخ العربي، صدر عن دار المعارف بالقاهرة سنة 1946م.[8]
6. شخصيات عربية تاريخية- يافا 1946.
7. صور أوروبية- القدس 1947.
8. عالم العصور الوسطى في أوروبا- القدس 1947.
9. برقة الدولة العربية الثامنة - بيروت 1950.
10. العروبة في ميزان القومية - بيروت 1950.
11. قمم من الفكر العربي الإسلامي- بيروت 1987.
12. الجغرافيا والرحلات عند العرب - بيروت 1987.
13. شاميات دراسات في الحضارة والتاريخ - بيروت 1989.
14. أفريقيات دراسات في المغرب العربي والسودان الغربي - بيروت 1991.
15. لبنانيات تاريخ وصور - بيروت 1992.
16. أيامي (سيرة ذاتية) - بيروت 1992.
17. مشرقيات في صلات التجارة والفكر - بيروت 1998.
18. في سبيل البحث عن الله - بيروت 2000.
19. المسيحية والعرب - بيروت 2001.
20. بيزنطة والفتوحات الإسلامية المبكرة، صدر عن دار قدمس بدمشق، 2002.[9]
21. الفكر اليوناني والثقافة العربية: حركة الترجمة اليونانية-العربية في بغداد والمجتمع العباسي المبكر، تأليف: ديمتري غوتاس؛ ترجمة: نقولا زيادة - 2003.
22. انطباعات من الذاكرة، بيروت 2006.[10]

إشراف
- بداية الحكم المغربي في السودان الغربي: نشأته وآثاره، من إعداد محمد الغربي، صدرت سنة 1982م. [11]

## وصلات خارجية
- مقالات نقولا زيادة، أرشيف الشارخ
- حوار معه نقلا عن جريدة الرياض 2/3/2000
- يرنامج روافد مع نقولا زيادة، قناة العربية الحلقة الأولى 6/8/2004؛ الحلقة الثانية 13/8/2004
- وصايا نقولا زيادة للمؤرخين
- نيقولا زيادة قبض على اللقطات التاريخية والإنسانية المفردة وأعاد تأريخها بموسوعته الإبداعية، الرياض 17/12/2006
- نقولا زيادة رحل عن 99 عاماً، عبدة وازن الحياة 29/7/2006 تاريخ الولوج 6-6-2009
- خبر وفاته في مجلة أقلام الثقافية
- موقع إسلام اونلاين
- موقع الجيش اللبناني على الانترنيت
- موقع ايلاف

### بعض من مقالاته
- نقولا زيادة، يوم 2 تشرين الثاني (نوفمبر) 1917 ومهندس الوطن القومي اليهودي في فلسطين